# 샌안토니오 미션스
샌안토니오 미션스(San Antonio Missions)는 미국 텍사스주 샌안토니오를 연고지로 하는 마이너 리그 베이스볼 팀으로, 현재는 샌디에이고 파드리스 산하 더블 A 팀이다. 홈구장은 1994년에 개장한 넬슨 W. 울프 뮤니시펄 스타디움이다.

## 역대 주요 선수
- 아드리안 벨트레
- 추신수
- 알렉스 코라
- 데니스 에커슬리
- 체이스 헤들리
- 펠릭스 에르난데스
- 오렐 허샤이저
- 닉 헌들리
- 애덤 존스
- 코리 클루버
- 폴 코너코
- 테드 릴리
- 호세 셀레스티노 로페스
- 페드로 마르티네스
- 조 모건
- 마이크 피아자
- 브룩스 로빈슨
- 페르난도 타티스 주니어
- 페르난도 발렌수엘라
- 존 웨틀랜드